# Форцано, Джоваккино
Джовакки́но Форца́но (итал. Giovacchino Forzano) — итальянский юрист, певец (баритон), оперный режиссёр, журналист, драматург, либреттист и театральный деятель.

## Биография
Родился 19 ноября 1884 года в Борго-Сан-Лоренцо, Тоскана, Италия. Для Джакомо Пуччини написал либретто двух опер из его Триптиха. В соавторстве с Бенито Муссолини написал пьесу «Сто дней», посвящённой триумфальному возвращению Наполеона в Париж в 1815 году, по которой в дальнейшем снял фильм «Майское поле». Скончался 28 октября 1970 года в Риме, Лацио, Италия.

## Либретто
- «Жаворонок» / Lodoletta Пьетро Масканьи (по роману «Два маленьких деревянных башмачка» Марии Луизы де ла Раме)
- «Маленький Марат» / Il piccolo Marat Пьетро Масканьи
- «Джанни Скикки» / Gianni Schicchi Джакомо Пуччини
- «Сестра Анджелика» / Suor Angelica Джакомо Пуччини
- «Царь Эдип» / Edipo re Руджеро Леонкавалло
- «Хитрец, или Легенда о том, как спящий проснулся» / Sly, ovvero La leggenda del dormiente risvegliato Эрманно Вольф-Феррари
- «Джиневра» / Ginevra degli Almieri Марио Перагалло
- «Знамя святого Георгия» / Lo Stendardo di San Giorgio Марио Перагалло
- «Жиголетта» / Gigolette Франц Легар
- «Король» / Il re Умберто Джордано
- I Compagnacci Примо Риччителли
- Madonna Oretta Примо Риччителли
- Ciottolino Луиджи Феррари Трекате
- Santa poesia Доменико Кортопасси[итал.]